# مارتین اسپنبرگ
مارتین اسپنبرگ (انگلیسی: Martin Spanberg; ۳۱ دسامبر ۱۶۹۶ – ۲۶ سپتامبر ۱۷۶۱) گردشگر، و پرسنل نظامی اهل امپراتوری روسیه بود.